# 天主教卡尔皮教区
天主教卡爾皮教區（拉丁語：Dioecesis Carpensis）是義大利一個天主教教區。屬摩德納-諾南托拉總教區。
教區包括摩德納省北部及雷焦艾米利亞省東北部一市。2006年有教友114,481人，佔總人口94.4%。有三十九個堂區、司鐸五十三名。教區主教現時出缺
，宗座署理為埃廖·卡斯泰盧奇，榮休主教為埃廖·廷蒂和方濟各·卡維納。

## 歷史
卡爾皮地區傳統上被認為是在751年由倫巴第人開教，但第一次在文獻中出現是在1113年和1123年兩份教宗詔書內。當時的聖母教堂獲免於教區的管轄，直屬聖座。1779年12月1日才升為教區。1855年前，教區屬博洛尼亞總教區，此後轉屬摩德納總教區。